# Multimodale Diagnostik
Multimodale Diagnostik (auch Multimethodale Diagnostik, multimethodisches Assessment, deutsch Mehrebenen-Diagnostik) ist eine anspruchsvolle Methodik der psychologischen Diagnostik zur Absicherung von Befunden, indem unterschiedliche Bereiche unterschieden und bei der Erfassung von Merkmalen kombiniert werden:
- Datenebene als Grundkategorie (biologische, psychologische, soziale und ökologische Ebene)
- Datenquelle (z. B. untersuchte Person selbst, Fremdwahrnehmung durch Dritte, registriertes Verhalten, Dokumente)
- Untersuchungsmethode (z. B. Urteilsverfahren, Leistungstest, apparative Methode)
- Funktionsbereiche (Erleben oder Verhalten; spezifische Konstrukte)

Jedes diagnostische Verfahren zur Informationsgewinnung lässt sich nach den vier vorgenannten Kategorien klassifizieren. Durch die Kombination verschiedener Methoden können Widersprüche und Unterschiede aufgedeckt werden, die diagnostisch nutzbar sind (z. B. die Leistungsfähigkeit gemessen durch Leistungstest, Selbsteinschätzung, Fremdeinschätzung Dritter und eine Arbeitsprobe).

## Definition
Psychische Merkmale einer Person wie Persönlichkeitseigenschaften, Fähigkeiten, Einstellungen und Befinden lassen sich in der Regel durch unterschiedliche Methoden erfassen (siehe Multitrait-multimethod Matrix). Außer den Selbstberichten und den Selbstbeurteilungen in standardisierten Fragebogen gibt es die Verhaltensbeurteilungen durch andere Personen, das psychologische Interview, die psychologischen Tests und die Messungen des Verhaltens, in einigen diagnostischen Bereichen auch die Methoden der Neuropsychologie und Psychophysiologie. Multimodale Diagnostik bedeutet, nicht nur unterschiedliche Methoden, z. B. zwei geeignete Fragebogen oder mehrere Beobachter einzusetzen, sondern grundsätzlich (kategorial) verschiedene Datenebenen zu berücksichtigen: die subjektiv-verbale Ebene, die objektiv beobachtbaren Verhaltensweisen und nach Möglichkeit auch die begleitenden physiologischen Veränderungen.
Die Idee der multiplen, also der mehrfachen Operationalisierung wurde auch in den Bereich der qualitativen Sozialforschung übernommen (vgl. Flick, 2008). Der dort gewählte Begriff Triangulation ist jedoch missverständlich, weil damit in der Geodäsie und Geometrie ursprünglich gerade die genaue quantitative Ortsmessung von verschiedenen Standpunkten aus gemeint ist.

## Persönlichkeitspsychologie
Hauptsächlich Raymond B. Cattell (1957) hat ein sehr umfangreiches Forschungsprogramm unternommen, um durch multimodales Assessment wissenschaftlich besser abgesicherte Beschreibungen von Persönlichkeitseigenschaften und anderen Grundeigenschaften der Befindlichkeit, der Motive und Einstellungen zu erreichen. Dieses Programm konnte wegen der oft nur geringen Übereinstimmung zwischen den angeblichen Maßen (behauptete bzw. hypothetische Indikatoren) „derselben“ Persönlichkeitseigenschaft nicht überzeugen und fand bisher keine Fortsetzung.
Amelang und Schmidt-Atzert (2006) haben den Eindruck, dass institutionalisierte psychologische Diagnostik meist unimodal und individuelle Diagnostik meist multimodal ist. Bei mäßiger Konkordanz (Übereinstimmung) von Daten aus verschiedenen Quellen gebe es Möglichkeiten der Verbesserung: die Zusammenfassung (Aggregation) über Untersuchungszeitpunkte und über Kriterumsbereiche. „Als Leitsatz hat hierbei nach allgemeiner Auffassung zu gelten, dass ein Befund erst dann als gesichert anzusehen ist, wenn er durch mindestens 2 verschiedene Methoden möglichst unterschiedlicher Art bestätigt wird“. Bei widersprüchlichen Befunden hat der Diagnostiker, zumindest in den Individualuntersuchungen, die „Möglichkeit, den Ursachen von Diskrepanzen durch Gespräche mit den Untersuchten, durch Analyse der verwendeten Methoden und beobachteten Prozesse oder Hinzuziehung weiterer Informationen nachzugehen“.
Kompetente Psychologen werden in vielen Fällen multiple Operationalisierungen anstreben, d. h. eine Methodenkombination auswählen, vor allem, wenn es um verhältnismäßig komplexe Phänomene (Angst, Emotionalität, Aggressivität, Intelligenz u. a.) geht oder wenn es auf sehr zuverlässige Diagnosen und wichtige Entscheidungen ankommt.

## Klinische Psychologie
In den 1970er Jahren zeigte sich in der klinischen Psychologie ein Trend zur multimodalen Diagnostik (Seidenstücker und Baumann, 1978). Eine neuere Übersicht ergab, dass Selbst- und Fremdbeurteilungen in vielen Bereichen der Klinischen Psychologie oft nur in mittlerer Höhe korrelieren, d. h. eine beträchtliche Anzahl von Einzelfällen verschieden (bzw. falsch) klassifiziert werden, teils als Überschätzung, teils als Unterschätzung der psychischen Störungen (Baumann und Stieglitz, 2008). Ein Teil des Problems ist die extreme Anzahl psychologischer Verfahren. Nach Baumann und Stieglitz existieren mehr als 100 Skalen zur Diagnostik der Depressivität (Depression) und etwa eine gleiche Anzahl zur Diagnostik der Angst. Darüber hinaus stützen viele Fremdbeurteilungen in mehr oder minder hohem Ausmaß auf die Selbstberichte der Patienten, sind also methodisch voneinander abhängig. Auch das verbreitete AMDP-System zur standardisierten Erfassung und Dokumentation eines psychopathologischen Befundes enthält eine große Zahl solcher kategorial unklaren Einstufungen: Von 100 Items (engl. Elementen) beruhen 50 auf Selbstbeurteilungen, 20 auf Beurteilungen des Einstufers oder verlässlicher Auskunft Dritter und 30 auf beiden Informationsquellen (Stieglitz, 2000).
Baumann und Stieglitz ziehen ihr Fazit: „Auch wenn theoretisch begründbar, inhaltlich notwendig und methodisch nachweisbar eine multimodale Diagnostik notwendig ist, erweist sich deren Umsetzung bis zum heutigen Tag oft als schwierig …“ Einen Grund, weshalb dieser Ansatz nicht die nötige Verbreitung findet, sehen sie darin, dass es für die Diagnostik – im Gegensatz zur Psychotherapie – keine verbindlichen Leitlinien gebe.

## Angstforschung
Die Diagnostik von Angststörungen und Phobischen Störungen ist das bekannteste Beispiel, wie wichtig und wie schwierig die multimodale Diagnostik ist, denn das Angstgefühl, das Angstverhalten und die Angstphysiologie weichen häufig voneinander ab (siehe Fahrenberg und Wilhelm, 2009). Für die Angstforscher und für die Verhaltenstherapeuten bedeutet es gleichermaßen eine schwierige Herausforderung, wenn in Alltagssituationen die subjektive Ebene, das ängstliche Vermeidungsverhalten und die physiologischen Messwerte des Vegetativen Nervensystems und des Endokrinen Systems – weder zu Beginn, noch im Verlauf oder am Ende einer Therapie – deutlich übereinstimmen. Der allgemeine Begriff Angst könnte hier sehr irreführend sein. Noch ungeklärt ist, ob die Therapieverläufe mit zunehmender bzw. hoher Konkordanz von Funktionssystemen im Vergleich zu diskordanten Verläufen effektiver und nachhaltiger sind.

## Personalpsychologie
Die Personalauswahl von Mitarbeitern, insbesondere von Führungskräften wird häufig in einem Assessment-Center durchgeführt, um durch eine Kombination verschiedener Untersuchungsmethoden (Interview, Fragebogen, Verhaltensbeobachtung, Arbeitsproben) im Sinne der multimodalen Diagnostik möglichst abgesicherte Empfehlungen geben zu können. In dem Zuge bietet sich das von Heinz Schuler entwickelte Multimodale Interview (MMI) an, da es zu den prognosestärksten Interviewarten gehört und in sich selbst die Multimodalität berücksichtigt. Bei diesem Auswahlgespräch werden eine Kombination von konstrukt-, simulationsorientierte und biographischen Verfahren sowie verschiedener Grade der Strukturierung berücksichtigt.